# 皮圣马丁
皮圣马丹（法語：Puy-Saint-Martin，法語發音：[pɥi sɛ̃ maʁtɛ̃]）是法国德龙省的一个市镇，属于迪镇区。

## 地理
皮圣马丹（44°37'42"N, 4°58'24"E）面积11.65 平方千米，位于法国奥弗涅-罗讷-阿尔卑斯大区德龙省，该省份为法国东南部内陆省份，北起顺时针与伊泽尔省、上阿尔卑斯省、上普罗旺斯阿尔卑斯省、沃克吕兹省和阿尔代什省接壤。
与皮圣马丹接壤的市镇（或旧市镇、城区）包括：拉雷帕拉-欧里普勒、沙罗尔、克莱翁当德朗、马纳、蓬德巴雷、鲁瓦纳克、苏瓦扬。
皮圣马丹的时区为UTC+01:00、UTC+02:00（夏令时）。

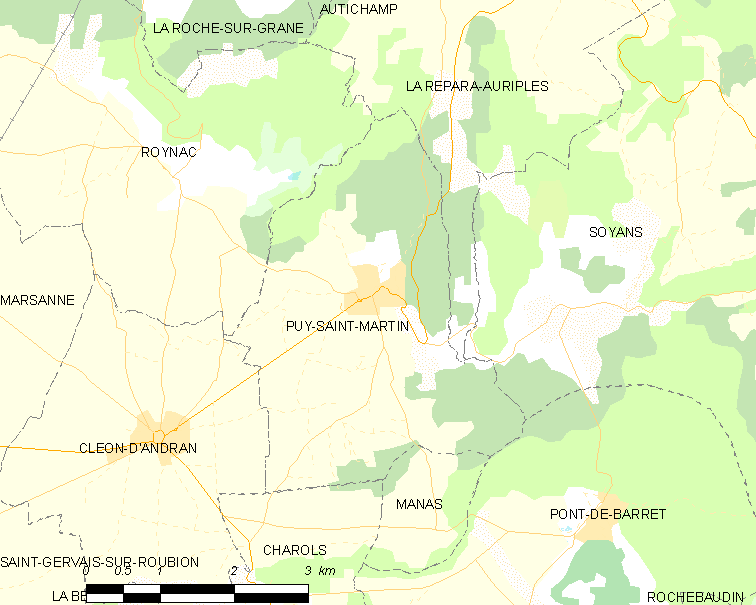
皮圣马丹的OSM定位图

## 行政
皮圣马丹的邮政编码为26450，INSEE市镇编码为26258。

## 政治
皮圣马丹所属的省级选区为迪约勒菲县。

## 人口

1962-2008年间皮圣马丹人口变化图示

皮圣马丹于2022年1月1日时的人口数量为834人。